# NGC 6942
NGC 6942 este o galaxie situată în constelația Indianul. A fost descoperită în 9 iunie 1836 de către John Herschel. Se află la o distanță de 41,88 de megaparseci de Pământ.